# Groupe actu
Groupe actu (anciennement Publihebdos) fait partie du Groupe SIPA - Ouest-France, et il est spécialisé dans l'édition ainsi que la publication d'hebdomadaires locaux d'information.

## Histoire

### 1999 - 2017:  Une stratégie de croissance externe

#### 1999 - 2001: Acquisition du groupe Méaulle
Créée en 1999, Publihebdos a pour objectif de regrouper l'ensemble des titres de la presse hebdomadaire régionale (PHR) d'Ouest-France. Celle-ci édite, déjà, Le Trégor ainsi que Les Sables - Vendée Journal.
En 2001, Ouest-France, via Publihebdos, rachète le groupe familial Méaulle qui est influent en Normandie à travers une vingtaine de titres tels que L'Éveil normand et Les Informations dieppoises. Publihebdos prend également la main sur l'imprimerie de Bernay.
Par cette opération, le Groupe SIPA - Ouest-France s'installe, notamment, en Haute-Normandie afin de concurrencer le groupe Hersant détenant le titre de presse concurrent Paris-Normandie,.

#### 2002 - 2013: Accélération des acquisitions: Socpresse, Hersant...
Dans le cadre du rachat de la Socpresse Ouest par le groupe Sipa-Ouest France en 2005, qui constituera une nouvelle filiale Les Journaux de Loire, Publihebdos fait l'acquisition de l'hebdomadaire Toutes les nouvelles (Versailles) et de la Gazette du Val-d'Oise, les deux titres étant également détenus par Serge Dassault.
En 2007, Publihebdos fait l'acquisition des 14 hebdos locaux du groupe Hersant en Normandie et des Pays de la Loire tels que Les Nouvelles de Falaise ou Le Courrier vendéen,. À cette occasion, le groupe de presse breton prévoit d'acquérir deux autres hebdomadaires, La Marne et Le Journal de Vitré,. Par ce rachat, Publihebdos concentre, alors, près de 30 % de la presse hebdomadaire française avec 56 titres,.
Entre 2009 et 2013, Publihebdos multiplie les rachats d'hebdomadaires indépendants : L'Informateur et L'Echo-Le Régional en 2009, Le Courrier du Léon et du Progrès de Cornouaille en 2010, le bihebdomadaire régional Le Pays briard en 2011 et finalement en 2013 Le Républicain (Lot-et-Garonne - Sud-Gironde), détenu par la famille Baylet,,. 
En parallèle de l'acquisition de titres, elle lance de nouveaux hebdomadaires et pure-players gratuits : en 2010 Le Havre infos et Côté Caen, en 2012 76actu et en 2014 Normandie-actu.fr.
Le groupe de presse est, jusque-là, composé de 76 hebdomadaires,.

#### 2014 - 2016: Rachat de La Presse Régionale (Mulliez) et La Presse de la Manche
En 2014, les hebdomadaires de La Presse régionale (appartenant à une association contrôlée par la famille Mulliez) sont vendus à Publihebdos qui prend 70 % du capital dans un premier temps (les 30 % restants seront conservés quelque temps par l’association Les Amis de la presse régionale). Par cette opération, le groupe de presse acquiert 12 titres de presse hebdomadaires parmi lesquels la Voix du Jura, la Voix du Midi et la Croix du Nord. Elle totalise, alors, 80 titres de la PHR sur les 250 existant en France.
En 2016, le quotidien départemental La Presse de la Manche intègre Publihebdos ; il avait été acquis par Ouest-France en 1990,.

### Depuis 2017: Consolidation et transition numérique
Depuis 2017, Publihebdos axe sa stratégie sur le digital et fédère ses sites internet au sein de la plateforme Actu.fr,,. Celle-ci génère 50 millions de visites chaque mois en 2019. Selon La Lettre A, cette même année, une alliance a été envisagée avec le groupe Rossel - La Voix sans qu'elle aboutisse, ce dernier ayant l'intention de lancer une plateforme concurrente. En 2023, la plateforme a suscité 100 millions de visites mensuelles.
Le 7 novembre 2024, Publihebdos change de nom pour devenir Groupe actu.

## Organisation

### Direction
Jusqu'à fin août 2024, Francis Gaunand est président du directoire de Publihebdos,, succédant à ce poste à Bruno de Boursetty qui succédait lui-même à Martine Laruaz. À partir du 1er septembre 2024, Laurent Gouhier devient président du directoire de Groupe actu (ex-Publihebdos).

### Effectifs
En 2023, le groupe de presse emploie 850 personnes, qui sont - pour la moitié - des journalistes, soit une augmentation de 100 salariés par rapport à 2013. Cette augmentation s'explique par le rachat de La Presse Régionale et par le recrutement d'une cinquantaine de journalistes pour la plateforme Actu.fr. En 2024, Publihebdos, devenu Groupe actu, compte 847 salariés dont 400 journalistes.

### Diffusion
En 2013, les 76 titres du groupe totalisaient une diffusion de 841 000 exemplaires (740 000 exemplaires pour 75 titres en 2011). En 2020, dans un contexte d'envolée des matières premières due à la crise sanitaire et à la guerre en Ukraine, la diffusion stagne à 800 000 exemplaires pour 88 titres.

### Publications

#### Région Bretagne
- La Chronique Républicaine (Fougères),
- Le Courrier Indépendant (Loudéac),
- L'Écho de l'Armor et de l'Argoat (Guingamp)[11],
- La Gazette du Centre Morbihan (Locminé),
- Le Pays Malouin (Saint-Malo),
- Le Penthièvre (Langueux)[23],
- Le Petit Bleu des Côtes d'Armor (Dinan),
- Le Ploërmelais (Ploërmel),
- Pontivy Journal (Pontivy),
- La Presse d'Armor (Paimpol),
- Le Trégor (Lannion)[24]
- Le Journal de Vitré (Vitré)[6],[25]
- Côté Brest (Brest)[26]
- Côté Quimper (Quimper)[27]
- L' Hebdo du Finistère (Quimper)[28]

#### Normandie
Seine-Maritime
- Le Bulletin (Darnétal),
- Le Havre Infos (Le Havre)[11],[26]
- Le Journal d'Elbeuf (Elbeuf)
- La Dépêche du Pays de Bray (Forges-les-Eaux),
- Les Informations dieppoises (Dieppe)[3]
- L'Informateur (Eu), racheté en 2009 à la famille Royer[29],[30]
- L'Éclaireur Brayon (Gournay-en-Bray),
- Le Réveil de Neufchâtel (Neufchâtel-en-Bray)[3].
- Côté Rouen (Rouen), lancé le 2 février 2011[26],[27]

Eure
- Le Démocrate vernonnais (Vernon),
- Eure Infos (Évreux),
- L'Éveil de Pont-Audemer (Pont-Audemer),
- L'Éveil normand (Bernay)[31],
- La Dépêche (Évreux - Louviers - Verneuil-sur-Avre)
- Le Courrier de l'Eure (Le Neubourg)
- L'Impartial (Les Andelys)[3],

Calvados
- L'Éveil de Lisieux-Côte (Lisieux)[32],
- Liberté - Le Bonhomme libre (Caen)[32],
- Les Nouvelles de Falaise (Falaise)[6]
- La Voix - Le Bocage (Vire)
- La Renaissance le Bessin (Bayeux)
- Le Pays d'Auge (Lisieux)
- Côté Caen (Caen), lancé le 8 décembre 2010[11],[26],[27]

Manche
- La Presse de la Manche (Cherbourg-en-Cotentin)[33],[34]
- La Gazette de la Manche (Saint-Hilaire-du-Harcouët),
- Côté Manche (Saint-Lô), lancé le 11 mai 2011[27]
- C'est à Cherbourg (Cherbourg-en-Cotentin)

Orne
- Le Journal de l'Orne (Argentan),
- L'Orne Hebdo (Alençon)[22]
- Le Perche (Mortagne-au-Perche)[35],
- Le Réveil normand (L'Aigle)[11],
- Le Publicateur libre (Domfront)
- L'Orne combattante (Flers)

#### Pays de la Loire
- Les Alpes Mancelles (Sillé-le-Guillaume)
- L'Hebdo de Sèvre & Maine (Clisson)
- Les Nouvelles (Sablé)
- Les Sables Vendée-Journal (Les Sables-d'Olonne)
- L'Éclaireur (Châteaubriant)
- Le Courrier du pays de Retz (Pornic)
- Le Courrier vendéen (Challans)[11]
- L'Écho de la Presqu'île (Guérande)
- Le Petit Courrier - L'Écho de la Vallée du Loir, racheté en 2010
- L'Écho de la vallée du Loir (La Chartre-sur-le-Loir), racheté en juin 2011[36]
- Côté La Flèche
- Côté La Roche sur Yon
- Côté Les Herbiers
- Mayenne Infos
- L'Action - L'Echo[18]
- Actu Le Mans[18]
- Le Journal du Pays Yvonnais

#### Île-de-France
- Le Courrier de Mantes (Mantes-la-Jolie)[37],
- Le Courrier des Yvelines (St-Germain-en-Laye)[38],
- La Gazette du Val-d'Oise (Pontoise), racheté en 2005[5],
- La République de Seine-et-Marne (Melun)[9],
- Toutes les nouvelles (Versailles), racheté en 2005[5].
- La Marne (Meaux), racheté en 2007[25].
- L'Écho-Le Régional (Pontoise), racheté en février 2008[8]
- Le Pays Briard (Coulommiers), racheté fin 2010[9].

#### Nouvelle-Aquitaine
- Le Républicain (Lot-et-Garonne et Sud-Gironde), racheté en décembre 2012[10]

##### Auvergne-Rhône-Alpes
- La Voix du Cantal

#### Centre-Val-de-Loire
- L'Action - L'Echo (Nogent-le-Rotrou),

##### Hauts-de-France
- Croix du Nord[10],[39]
- L'Éclaireur (Gamaches),
- Le Journal d'Abbeville (Abbeville).

##### Occitanie
- Côté Toulouse[40], distribué à 45 000 ex.
- Voix du Midi (Toulouse - Lauragais)[14]
- La Vie Quercynoise

#### Bourgogne-Franche-Comté (Jura)
- Voix du Jura (Lons-le-Saunier)[41].

### Imprimeries
Groupe actu (ex-Publihebdos) dispose de deux imprimeries : une première à Cavan dans les Côtes-d'Armor, et une seconde à Cherbourg en Normandie,. Elles sont labellisées Imprim Vert. L'imprimerie de Bernay, également située en Normandie, a été fermée en 2018.

## Modèle économique
En 2013, le chiffre d'affaires du groupe est de 78 millions d’euros, composé à 48 % par les ventes des journaux ; la publicité, les petites annonces et les annonces légales représentant les 52 % restants. En 2023, il affiche un chiffre d'affaires de 92 millions d'euros, avec un taux de rentabilité de 10 %.
En 2022, un rapport indépendant rédigé par un cabinet mandaté par le CSE de Publihebdos critique un modèle social qualifié de journalisme « low-cost », ainsi que de mauvaises conditions de travail.

### Actionnariat
Groupe actu est une société filiale du Groupe SIPA - Ouest-France, par le biais de la société SIPA (Société d'investissements et de participations), qui la détient à 84,34 %. Elle-même est détenue par l’Association pour le soutien des principes de la démocratie humaniste.
Le groupe de presse possède également l'agence APEi.

### Thèse universitaire
- Arnaud Anciaux, Réinventer l’économie du journalisme. Ouest-France et Québecor, deux essais de transformation d’une pratique discursive et des modèles d’affaires des industries médiatiques à l'ère du numérique, Université de Rennes 1 - Université Laval, 2014, 507 p.

### Articles universitaires
- Aude Rouger, « Entre presse nationale parisienne et journaux locaux de province : la presse régionale en Ile-de-France », Le Temps des médias 2005/2 (°5), pages 177 à 188 ;
- Loïc Ballarini, « Presse locale, un média de diversion », Réseaux 2008/2-3 (°148-149), pages 405 à 426
- Cégolène Frisque, « Des espaces médiatiques et politiques locaux ? », in Revue française de science politique 2010/5 (°60), pages 951 à 973 :
- Olivier Tredan, Philippe Gestin, « La presse locale sous l’influence des plateformes numériques : l’influence de Facebook sur la circulation de l’information locale », in Études de communication 2023/2 (°61), pages 113 à 131.
- Jean-Clément Texier, « La PQR, ses territoires et ses modèles d’affaires », La revue européenne des médias et du numérique, avril 2023

### Livres
- Jean-Marie Charon, La presse quotidienne, Paris, Éditions La Découverte, 2013, 128 p.
- Franck Bousquet et Pauline Amiel, La presse quotidienne régionale, Paris, Éditions La Découverte, 2021, 128 p.

### Rapport parlementaire
- Commission d'enquête sénatoriale, À l'heure du numérique, la concentration des médias en question ?, mars 2022 : Lire en ligne